# Nese Erikli

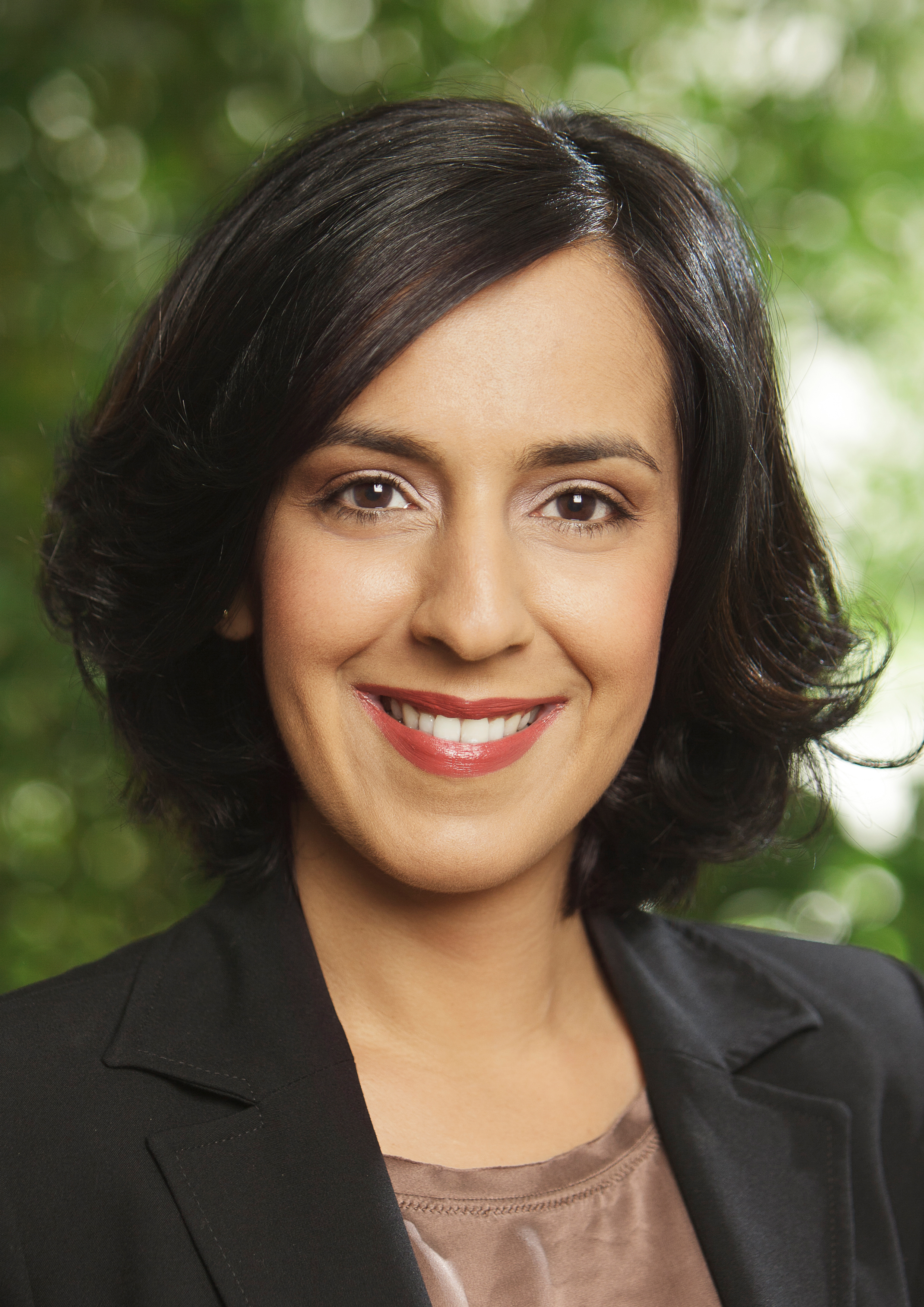
Nese Erikli (2013)

Nese Erikli (* 19. Juli 1981 in Heilbronn) ist eine deutsche Politikerin (Bündnis 90/Die Grünen) mit türkischen Wurzeln. Sie ist seit 2016 Mitglied des baden-württembergischen Landtags und wurde 2021 wiedergewählt.

## Leben
Nese Erikli wurde als jüngstes von sechs Kindern in Heilbronn geboren. Ihre Eltern waren Aleviten aus Anatolien in der Türkei. Eriklis Vater kam 1968 als Gastarbeiter nach Deutschland, arbeitete zunächst bei Kolbenschmidt in Neckarsulm und dann als Straßenbauer bei der Stadt Heilbronn. Ihre analphabetische Mutter folgte 1980 mit fünf in der Türkei geborenen Kindern (drei Töchter, zwei Söhne). Die Familie wohnte zunächst im zu Eberstadt gehörenden Weiler Buchhorn, wo sie unter rund 100 Einwohnern die einzigen Ausländer waren. Als Erikli fünf Jahre alt war, zog die Familie nach Heilbronn, um einem der Söhne eine Ausbildung zu ermöglichen. Nach dem frühen Tod ihres Vaters übernahm Erikli die Verantwortung für Behördengänge und ähnliche Angelegenheiten der Familie.
In Heilbronn besuchte Erikli nach der Grundschule auf Empfehlung der Klassenlehrerin zunächst die Hauptschule. Nach einem halben Jahr wechselte sie auf ihren Wunsch hin zur Realschule und besuchte schließlich ein Wirtschaftsgymnasium, das sie mit dem Abitur abschloss. 2002 nahm sie die deutsche Staatsangehörigkeit an und gab die türkische Staatsbürgerschaft auf.
Seit 2002 lebt sie in Konstanz. Sie studierte Jura in Konstanz und Linz. Nach dem Abbruch des Studiums arbeitete sie in verschiedenen Stellen in Deutschland und in der Schweiz, unter anderem als Projektleiterin im Stiftungsmanagement für das Blaue Kreuz in Zürich.

## Politik
Die von ihr als Diskriminierung empfundene Aussage ihrer Grundschul-Klassenlehrerin, für Erikli als Türkin reiche auch die Hauptschule, brachte Erikli zur Politik. Mit 14 Jahren machte sie in den Sommerferien ein Praktikum im Ludwigsburger Büro des Grünen-Bundestagsabgeordneten Cem Özdemir. Mit 19 Jahren beantragte sie nach eigenen Angaben die deutsche Staatsbürgerschaft, um wählen zu können. Im Jahr 2000 trat sie den Grünen bei und war von 2012 bis 2017 Mitglied im Kreisvorstand der Grünen in Konstanz sowie von 2013 bis 2016 Sprecherin der Landesarbeitsgemeinschaft Demokratie, Recht und Innere Sicherheit der Grünen Baden-Württemberg.
Ihr Engagement gilt der Stärkung des Wissenschaftsstandortes Baden-Württemberg sowie der Kulturförderung. Außerdem setzt sich Erikli für mehr Bürgerbeteiligung und demokratische Teilhabe, insbesondere im Kontext sozial benachteiligter Gruppen, ein.
Bei der Bundestagswahl 2013 kandidierte sie im Bundestagswahlkreis Konstanz für Bündnis 90/Die Grünen und erhielt 20,6 Prozent der Erststimmen in der Stadt Konstanz (13,3 % der Erststimmen und 12,7 % der Zweitstimmen im Wahlkreis).
Nese Erikli konnte bei der Landtagswahl in Baden-Württemberg 2016 für Bündnis 90/Die Grünen das Direktmandat mit 39,64 Prozent den Landtagswahlkreis Konstanz gewinnen und erzielte damit das bisher beste Ergebnis für ihre Partei im Landtagswahlkreis Konstanz. Die Nominierung als Kandidatin der Grünen für den Wahlkreis Konstanz gewann sie zuvor gegen den bisherigen Abgeordneten Siegfried Lehmann mit 53 zu 43 Stimmen. Erikli wurde von ihren Gegnern vorgeworfen, durch kurzfristige Neueintritte Stimmen mitgebracht zu haben.
Bei der Landtagswahl 2021 konnte Nese Erikli ihr Direktmandat mit 42,1 % verteidigen. Sie holte damit bei dieser Wahl das zweitbeste Wahlergebnis in Baden-Württemberg.
Nese Erikli ist Mitglied im Ständigen Ausschuss und im Ausschuss für Wissenschaft, Forschung und Kunst des Landtags von Baden-Württemberg. In ihrer Fraktion ist sie Sprecherin für Forschungspolitik sowie für Bürgerbeteiligung und Demokratie, außerdem ist sie stellvertretende Vorsitzende des Fraktionsarbeitskreises für Wissenschaft, Forschung und Kunst.
Im September 2017 übernahm sie außerdem einen Sitz im parlamentarischen Untersuchungsausschuss zur Zulagenaffäre an der Hochschule für öffentliche Verwaltung und Finanzen Ludwigsburg.

## Politische Positionen

### Wohnungspolitik
Erikli engagiert sich in ihrem Wahlkreis für das Thema Wohnungsbau. Für Medienecho sorgte dabei ihre Kleine Anfrage zur Entwicklung der Sozialwohnungen in Konstanz und Radolfzell. Sie tritt für einen stärkeren Ausbau des sozialen Mietwohnraums ein und setzte sich insbesondere für die Mieter in der Schwaketenstraße Konstanz ein, die durch Modernisierungsmaßnahmen des Wohnungsunternehmens Vonovia hohe Mieterhöhungen erhalten. Auch das Thema des studentischen Wohnraums treibt Erikli um, weshalb sie auch dazu eine Anfrage an das Ministerium gestellt hat und trotz der positiven Entwicklung den weiteren Ausbau von Wohnheimplätzen fordert.

### Religionspolitik
Erikli tritt für einen modernen und aufgeklärten islamischen Religionsunterricht als Baustein für den gesellschaftlichen Zusammenhalt ein. Dieser müsse staatlich organisiert werden und dürfe nicht Verbänden wie Ditib überlassen werden, zu deren Kritikern Erikli zählt und die sie als verlängerten Arm Erdogans betrachtet.

### Umwelt- und Landwirtschaftspolitik
Erikli gilt als Gegnerin der Pläne der Genossenschaft RegioBodenseefisch, die im Bodensee bis zu 12 Netzgehege für die Zucht von Felchen installieren möchte. Der Bodensee sei laut Erikli „kein Acker“, den man zur Nahrungsmittelproduktion nutzen könne, weshalb sie jegliche Form von Netzgehegen ablehnt.

## Mandate
- Aufsichtsratsmitglied der Baden-Württemberg Stiftung (seit 2016)[23]

## Mitgliedschaften
- NABU (Naturschutzbund Deutschland)
- BUND (Bund für Umwelt und Naturschutz Deutschland)
- Arbeitsgemeinschaft kommunales Kino Konstanz – Zebra Kino e. V.
- NIEDERBURG Große Konstanzer Narrengesellschaft 1884 e. V.
- Deutscher Mieterbund Bodensee e. V.
- Verkehrsclub Deutschland (VCD) e. V.